# Sargocentron dorsomaculatum
Sargocentron dorsomaculatum is een straalvinnige vissensoort uit de familie van eekhoorn- en soldatenvissen (Holocentridae). De wetenschappelijke naam van de soort is voor het eerst geldig gepubliceerd in 1979 door Shimizu & Yamakawa.